# Юсупов, Рамзан Магомедович
Рамзан Магомедович Юсупов (чечен. Юсупан Мохьмади ВоІ Рамзан; род. 1959, Урус-Мартановский район, Рошни-Чу, ЧИАССР) — чеченский полевой командир, бригадный генерал ВС ЧРИ. Начальник управления штаба и особого следственного отдела Юго-Западного фронта ЧРИ. С 1999 г. Начальник военного штаба ополченцев и Урус-Мартановского направления. Один из организаторов нападения на генерал-полковника А. Романова и Р. Лабазанова. Кавалер высшей награды ЧРИ «Честь нации». Представитель тайпа Зумсой.

## Биография

### Происхождение
Родился в селении Рошни-Чу Урус-Мартановского района, в 1959 году. По национальности чеченец из тайпа Зумсой. Двоюродный племянник Джохара Дудаева.

### Военная служба и российско-чеченские войны (1994, 1999 гг)
Принял активное участие в первой чеченской войне. С 1995 года начальник управления штаба и особого следственного отдела Юго-Западного фронта ЧРИ. Являлся бригадным генералом. Поддерживал тесные дружеские отношения с генералом Салманом Радуевым и мэром Грозного Лечой Дудаевым.
Хорошо разбирался в взрывном деле. Был одним из организаторов и исполнителей покушения на генерал-полковника Анатолия Романова, руководившего операцией МВД РФ в селении Самашки, в которой погибло от 100 до 300 мирных жителей. Юсупов также организовывал нападение на Руслана Лабазанова, впоследствии оказывал в этом содействие Шамилю Басаеву.
За заслуги перед родиной был представлен к высшей награде Чеченской Республики Ичкерии — к ордену: «Честь нации».
Во время второй чеченской войны в 1999 году был назначен начальником штаба ополченцев и сепаратистов, а также уполномоченным за Урус-Мартановский сектор Юго-Западного фронта.
В 2001 году 10 июня в селении Рошни-Чу Рамзан Юсупов был задержан в ходе совместной операции подразделений ФСБ и МВД. Прокуратура Чечни возбудила уголовное дело по статье — «Организация незаконного вооруженного формирования или участие в нем», предусматривающее лишение свободы до 7 лет.

## См. Также
- Чеченская война
- Вооружённые формирования ЧРИ

## Примечание
1. ↑  Na boevom postu: zhurnal vnutrennikh voĭsk. — 2000. — 542 с. Архивировано 1 ноября 2022 года.
2. 1 2 3 4  Na boevom postu: zhurnal vnutrennikh voĭsk. — 2000. — 542 с. Архивировано 1 ноября 2022 года.
3. 1 2  В Чечне задержан боевик Юсупов. NEWSru.com (12 июля 2001). Дата обращения: 1 ноября 2022. Архивировано 1 ноября 2022 года.
4. 1 2 3  Здесь живут люди. Чечня: хроника насилия - Інші питання - Права Людини - онлайн-бібліотека. library.khpg.org. Дата обращения: 1 ноября 2022. Архивировано 1 ноября 2022 года.
5. 1 2 3  Na boevom postu. — MVD SSSR, 2001. — 954 с. Архивировано 1 ноября 2022 года.
6. ↑  Хроника насилия. old.memo.ru. Дата обращения: 12 ноября 2022. Архивировано 12 ноября 2022 года.
7. ↑  БЕЗ СРОКА ДАВНОСТИ. Резня в Самашки - Infernal News (7 апреля 2022). Дата обращения: 3 февраля 2023. Архивировано 3 февраля 2023 года.
8. ↑  Зелев Андрей Юрьевич. Знаменитые Чеченцы и Ингуши Энциклопедия Т-Я. samlib.ru. Дата обращения: 1 ноября 2022. Архивировано 27 августа 2017 года.
9. ↑  Редакция Правда.Ру. Задержан лидер бандформирования. Правда.Ру (12 июля 2001). Дата обращения: 12 ноября 2022. Архивировано 12 ноября 2022 года.
10. ↑  В Чечне схвачен очередной бригадный генерал. Lenta.RU. Дата обращения: 12 ноября 2022. Архивировано 12 ноября 2022 года.
11. ↑  Комментарий :: Федеральная Служба Безопасности. www.fsb.ru. Дата обращения: 12 ноября 2022. Архивировано 12 ноября 2022 года.